# Ludano
Ludano, también conocido como Ludain o Luden, fue un peregrino escocés a Jerusalén. En su retorno a Nartz (hoy Nordhouse), cerca de Estrasburgo, murió mientras descansaba bajo un árbol.

## Biografía
Según la tradición, Ludano era hijo del príncipe Hildebold. Dejó Escocia para consagrarse al servicio de los enfermos y haber construido hospitales y orfanatos. En sus pergrinaciones, viajó por media Europa desde Santiago pasando por Roma y Jerusalén. 
De su muerte, cuenta la tradición oral que se recuesta agotado bajo un tilo, no lejos del pueblo Nartz (hoy Nordhouse) para morir allí. Un cuadro del siglo XVIII existente en el coro de la iglesia de San Ludano explica la leyenda. Un ángel descendió del cielo y le dio el Santo Viático, el cuerpo de Cristo resucitado y, posteriormente, las campanas de las iglesias cercanas comenzaron a moverse para tocar el tañido fúnebre. Los habitantes de la zona acudieron en muchedumbre a rodear el cuerpo.
Los sacerdotes de las dos parroquias existentes en aquel entonces en Nordhouse: San Martín y San Miguel, pugnaban por el derecho de darle sepultura. El abad de la abadía de Ebersmunster aconsejó atar el cuerpo en un carro llevado por un caballo, y donde parase se haría la sepultura. El caballo se detuvo en Nordhouse, a orillas del río del mismo nombre, el lugar hoy es conocido bajo el nombre de Saint Ludan.

## Enlaces de interés
- Wikimedia Commons alberga una categoría multimedia sobre Ludano.
- Vida de San Ludano

- Datos: Q3463951
- Multimedia: Saint Ludan / Q3463951